# Saskarom 2 hadművelet
A Saskarom 2 (törökül: Pençe Kartal-2 Harekatı) légi és szárazföldi hadművelet, a Török Fegyveres Erők indították a Kurdisztáni Munkáspárt ellen Irak északi részében, a Kurdisztáni régióban, Duhok kormányzóságban. Törökország szerint azért indították, hogy biztosítani tudják a török-iraki határt, és elűzzék a PKK-t a környékről. Ezen felül fontos cél volt a PKK kezén lévő török hadifoglyok kiszabadítása.

## Előzmények
2021. januárban, a hadművelet előtt Hulusi Akar török honvédelmi miniszter meglátogatta Kurdisztán régiót és Bagdadot is, hogy elmondja, Törökország el akarja tüntetni a PKK-t Irakból, és ebben kéri a két kormány támogatását. Törökország már korábban több hadműveletet indított a PKK ellen a régióban.

## Hadművelet
A hadművelet egy 75×25 kilométeres területet érintett a Gare-hegységben, melyen keresztül a PKK harcosai be szoktak lépni Irakból Törökországba. Ez a terület körülbelül 50 kilométerre van Duhok városától. A Török Légierő vadászrepülőkkel és támadó helikopterekkel indított támadást 02:55-kor, és azt állította, hogy egyszerre mintegy 50 PKK-célpontot semmisített meg a környék 6 településén. Ezek között voltak légitámadáskor használatos búvóhelyek, lőszerraktárak és központok is. Egy helyi polgármester cáfolta ezt az állítást, mert szerinte a légi támadás csak szőlőültetvényeket és más mezőgazdasági területeket érintett. A helyben lakók, nagyrészt szántóföldi munkások már korábban elhagyták a területet, de sok állatot hátra hagytak.
A légi támadások után a szárazföldi bevetés 04:55-kor kezdődött, mikor török kommandósokat dobtak le Siyanê falu közelében, ahol rögtön harcokba bonyolódtak a Népi Védelmi Erők milíciáival. Az első összecsapásokban három török katona meghalt, további három megsebesült, és az összecsapások másnapra is átnyúltak. A harmadik napon légi támogatásban részesülő török katonák szálltak le helikopterekből, akik beléptek a magas védelmi szintű Gare-hegységben lévő bunkerekbe, és azt állították, hogy a harcok alatt elfogtak két HPG-harccost, miközben 8 HPG-fegyveressel vívtak harcokat, akiket vagy megöltek, vagy motoros siklóernyőkkel megpróbálták elhagyni a helyszínt. A török Honvédelmi Minisztérium azt állította, hogy a bunker barlangokban 13 olyan töröknek a holttestét is megtalálták, akiket a PKK rabolt el. A Kurdisztáni Közösségi Unió (KCK) azt állította, a törökök szárazföldi bevetésére nem lett volna lehetőség a régió többségét ellenőrző Kurdisztáni Demokratikus Párt jóváhagyása vagy támogatása nélkül.  A KDP részvételét mind a KDP, mind a HPG tagadta.
A Török Védelmi Minisztérium 2021. február 14-én bejelentette, hogy „bonyolult földrajzi és klimatikus viszonyok között sikeresen befejeződött a hadművelet”, a török erők visszatértek a bázisaikra, és összesen 48 PKK-harcost öltek meg. 13 elrabolt és a PKK fogságában tartott török katona holttestét találták meg, melyek közül 12-t fejbe, egyet pedig vállon lőttek. A törökök fogságában lévő két PKK-tag szerint a törökökkel akkor végeztek, mikor elkezdődött az ellenük folyó hadművelet. Az amerikai vezetés hezitált amiatt, hogy elfogadja-e Törökország álláspontját, de végül azt állították: a PKK volt a felelős a foglyok haláláért. A megöltek között Malaja tartományban boncolás után azonosítottak hat török katonát és két rendőrt, akiket 2015-ben és 2016-ban raboltak el. A halottak között a jelentések szerint több török kém is volt. A PKK tagadta, hogy megölte volna a foglyokat, áldozatokat raboltak volna el. Szerintük az áldozatok az összecsapásokban haltak meg. A török legénységi parancsnokság egy olyan térképet hozott nyilvánosságra, ahol bejelölték az érintett barlangok helyszíneit.
A térkép szerint a barlang mélyén lévő fogoly területet acél ajtók és vas rudak zárták e. Mikor a katonák felderítették a területet, észrevették, hogy a foglyokat meggyilkolták. A török hírszerzés a következő információkat hozta nyilvánosságra azzal kapcsolatban, milyen fegyvereket és lőszereket foglaltak le a börtönként és raktárként használt barlangokban: „2 db RPG–7 tankelhárító rakéta, melyek amerikai és orosz eredetűek, 2 orosz vagy kínai gyártású Biksi (PK 1 orosz eredetű Kalasnyikov fegyver, 1 Zagros-2 mesterlövész fegyver, 1 amerikai eredetű M16 A2 727-es kaliberű gépkarabély, 8 x 30 légvédelmi rakéta, 1 infravörös éjjellátó, 1 éjjellátó védőszemüveg, egy 8 × 24 nappali, kézben tartható távcső, 1 hám (fegyverszíj hám), 1 fegyverre szerelhető nappallátó, 1 Kestrel (szélsebességmérő, melyet mesterlövészek használnak a szélsebesség mérésére), 1 számológép és 1 YAHESU kézben tartható rádió."

## Következmények
Fahrettin Altun, a török elnök média tanácsadója esküdözött, hogy „minden terroristát elfognak, akéár barlangokban, akár biztonságos házakban élnek,” és „fájdalmas” bosszút állnak, valamint „gyorsan” igazságot szolgáltatnak a hadművelet végeztével. Ő és az elnökség szóvivője, İbrahim Kalın elítélte a nyugati világot mivel válasz nélkül hagyta a történteket, Süleyman Soylu belügyminiszter pedig azzal fenyegetőzött, hogy „ezer darabra tépi szét” a PKK vezetőjét, Murat Karayılant.
Eközben a kurdbarát Népi Demokratikus Párt együttérzését fejezte ki azokkal, akiket megöltek a háborúban, és arra szólította fel a PKK-t, hogy engedje szabadon a még fogságban lévő rabokat. Ankara főügyészségének a hivatala vizsgálatot indított a HDP képviselői, Hüda Kaya és Ömer Faruk Gergerlioğlu és mások ellen, akik azt állították, hogy a foglyokat a törökök bombázása ölte meg. Ugyanakkor azok ellen is eljárás indult, akik megosztották a videókat ezekről a foglyokról.
A legnagyobb ellenzéki párt, a Republikánus Néppárt azt állította, hogy Erdogan okozta a török seregek vereségét és halálát, és nem békésen hívott fel a rabok elengedésére, és szerintük a hadművelet „rendetlenség” volt. Kemal Kılıçdaroğlu, a legnagyobb ellenzéki vezető azt mondta, Erdogan okozta a vesztét, és azt állította, hogy „normális esetben valaki vállalná a felelősséget és lemondana. Elmennek, hogy kiszabadítsák a rabokat, és közben meghalnak. A 13 mártírért felelős személy Recep Tayyip Erdogan."

## Boncolás és a PKK megjegyzései
A PKK azt állította, hogy a hadművelet eltévelyedett, a foglyokkal pedig a török hadsereg légi támadásai végeztek. A boncolás jegyzőkönyve azonban megerősítette, hogy a foglyokat fejbe lőtték,  és azok a hozzátartozók, akik felkereshették a hullaházat, megerősítették, hogy fogságba került rokonukat megkínozták, majd agyonlőtték. Később a PKK katonai szárnya, a HPG elismerte, hogy a foglyokat lelőtték, de állítólag „vegyi fegyverekkel” megölték őket.